# 大沢秀高
大沢 秀高（おおさわ ひでたか、1971年5月4日 - ）は、日本の元・アイドル、俳優。1980年代にジャニーズ事務所に所属し、数多くのテレビドラマで活躍した。
東京都杉並区高円寺出身。身長：170cm、体重：54kg。明治大学附属中野高校（定時制）出身。

## 来歴
- 1980年代にジャニーズ事務所に入所し、1986年から俳優業を専門に活動開始。

## 主な出演作品

### テレビドラマ
連続ドラマ
- パパ合格ママは失格 （1986年7月9日 - 9月24日、日本テレビ）
- 独眼竜政宗 （1987年、NHK・大河ドラマ）最上義康役
- あまえないでヨ! （1987年、フジテレビ）星野陽平役
- 同級生は13歳 （1987年、フジテレビ）- 岡春也 役
- あぶない少年 （1987年、テレビ東京）
- あそびにおいでヨ! （1988年、フジテレビ）

単発ドラマ
- あまえないでヨ!スペシャル （1987年9月30日、フジテレビ）星野陽平役
- 思春期外来 （1989年7月5日、日本テレビ・水曜グランドロマン）

### バラエティ番組
- あぶない少年番外編 （1987年、テレビ東京）
- あぶない少年1周年 （1988年、テレビ東京）

### 映画
- 翼の折れたエンジェル（1991年、東宝）
- 「童貞物語」シリーズのいずれか

### Vシネマ
- やりたいもんもんボーイズ〜もう一つのためのダンス甲子園!! （1992年）

### CM
- 不二家